# Военно-морские силы Алжира
Военно-морские силы Алжирской Народной Демократической Республики (араб. القوات البحرية الجزائرية‎) включают флот, береговую оборону и береговую охрану.

## Общие сведения
Флот Алжира представлен в основном кораблями, переданными Советским Союзом до 1983 года. В состав алжирского флота на 2008 год входило 15 боевых кораблей (2 подводные лодки проекта «Мубарак» (проект 877Э), 3 фрегата типа «Мурад Раис» (проект 1159.2), четыре корвета типа «Джебель Шенуа» (проект 802), три корвета проекта 1234, два десантных корабля типа «Калаат», один десантный корабль проекта 771, 1 учебный корабль «Суммам» (типа «Дасинь» производства КНР) и 24 боевых катера (9 ракетных проекта 205 и 15 артиллерийских типа «Кебир»). В состав береговой охраны Алжира на 2008 год входило пять патрульных катеров и восемь вспомогательных судов.
Корабли алжирского флота базируются в военно-морских базах Алжир, Мерс-эль-Кебир и Джиял, штаб береговой охраны находится в порту Аннаба.
В интересах ВМС Алжира используются пять самолётов из состава ВВС Алжира: 3 «Фоккер» F-27 и 2 «Супер Кинг Эр 200».

## Боевой состав

### Флот
Источники: 
| Тип                                  | Бортовой номер  | Наименование        | В составе флота | Состояние           | Примечания                                          |
| Подводные лодки                      | Подводные лодки | Подводные лодки     | Подводные лодки | Подводные лодки     | Подводные лодки                                     |
| ------------------------------------ | --------------- | ------------------- | --------------- | ------------------- | --------------------------------------------------- |
| подводная лодка проекта 877ЭКМ       | 012             | «Rajs Hadj Mubarek» | с 1986          | в строю             | Поставлена в 1987-1988, модернизирована в 2005-2008 |
| подводная лодка проекта 877ЭКМ       | 013             | «El Hadj Slimane»   | с 1987          | в строю             | Поставлена в 1987-1988                              |
| подводная лодка проекта 636М         | 021             | «Messali el Hadj»   | с 2009          | в строю             | Доставлена в 2010 году                              |
| подводная лодка проекта 636М         | 022             | «Akram Pacha»       | с 2009          | в ремонте           | С августа 2021 на заводе «Адмиралтейские верфи»     |
| подводная лодка проекта 636.1        | 031             | «El Ouarsenis»      | 2018            | в строю             | Передана в 2019 году                                |
| подводная лодка проекта 636.1        | 032             | «El Hoggar»         | 2018            | в строю             | Передана в 2019 году                                |
| Фрегаты                              |                 |                     |                 |                     |                                                     |
| сторожевой корабль проекта 1159      | 901             | «Mourad Rais»       | 1980            | в строю             |                                                     |
| сторожевой корабль проекта 1159      | 902             | «Rais Kellik»       | 1982            | в строю             |                                                     |
| сторожевой корабль проекта 1159      | 903             | «Rais Korfu»        | 1985            | в ремонте на ОАО СВ |                                                     |
| MEKO A200                            | 910             | «Erradi»            | 2016            | в строю             |                                                     |
| MEKO A200                            | 911             | «El-Moudamir»       | 2018            | в строю             |                                                     |
| Adhafer class                        | 920             | «Adhafer»           | 2014            | в строю             |                                                     |
| Adhafer class                        | 921             | «El Fatih»          | 2015            | в строю             |                                                     |
| Adhafer class                        | 922             | «Ezzadjer»          | 2016            | в строю             |                                                     |
| Корветы                              |                 |                     |                 |                     |                                                     |
| малый ракетный корабль проекта 1234Э | 801             | «Rais Hamidou»      |                 | в строю             |                                                     |
| малый ракетный корабль проекта 1234Э | 802             | «Salah Rais»        |                 | в ремонте на ОАО СВ |                                                     |
| малый ракетный корабль проекта 1234Э | 803             | «Rais Ali»          |                 | в строю             |                                                     |

## Флаги кораблей и судов
| Флаг | Гюйс | Вымпел боевых кораблей |
| ---- | ---- | ---------------------- |
|      |      | нет данных             |

## Звания
- Матрос (بحار)
- Старший матрос (كبار بحار)
- Квартирмейстер (أمين المخازن)
- Боцманмат (بومبرمان)
- Боцман 2-го класса (سفان 2st صنف)
- Боцман 1-го класса (سفان 1st صنف)
- Старший боцман 2-го класса (كبار سفان الدرجة 2)
- Старший боцман 1-го класса (كبار سفان 1st صنف)
- Лейтенант (الملازم)
- Старший лейтенант (أقدم ملازم)
- Капитан-лейтенант (الملازم)
- Капитан 3-го ранга (النقيب رتبة 3)
- Капитан 2-го ранга (قائد رتبة 2)
- Капитан 1-го ранга (القائد 1-ش رتبة)
- Контр-адмирал (العميد)
- Вице-адмирал (نائب أدميرال)
- Адмирал (العميد)
- Адмирал флота (أدميرال الأسطول)